# Кубрь
Кубрь (устар. Кубра, Кубря) — река в Ярославской и Владимирской областях России. Длина 91 км (по другим данным 87 км. Площадь водосборного бассейна — 1010 км².
Исток реки расположен в Ляховском болоте, впадает в Нерль (приток Волги). Крупнейшие притоки Сабля, Дубец, Мечка. На реке расположены населённые пункты: Мостищево, Кубринск, Григорово и др. Берег реки крутой. На реке несколько плотин, межколхозная ГЭС (1972). В районе устья заповедник.